# Cà de' Marozzi
Cà de Marozzi è una cascina sita nel territorio comunale di Malagnino, posta ad est del centro abitato.

## Storia
La località di Cà de Marozzi era un piccolo insediamento agricolo di antica origine del Contado di Cremona.
Almeno dal 1757 il comune di Cà de Marozzi comprendeva la frazione di Cà degli Alamanni, per un totale di 142 abitanti a metà Settecento.
In età napoleonica, dal 1810 al 1816, Cà de Marozzi fu frazione di Malagnino, recuperando però l'autonomia con la costituzione del Regno Lombardo-Veneto.
Nel 1823 però, anche i governanti austriaci riconobbero la razionalità dell'operato francese, e decisero di riannettere definitivamente le due cascine al comune di Malagnino.